# El Tundo
El Tundo är en ort i Mexiko.   Den ligger i kommunen Zacualpan och delstaten Veracruz, i den sydöstra delen av landet, 150 km nordost om huvudstaden Mexico City. El Tundo ligger 1 470 meter över havet och antalet invånare är 150.
Terrängen runt El Tundo är bergig. Runt El Tundo är det ganska tätbefolkat, med 52 invånare per kvadratkilometer. Närmaste större samhälle är San Bartolo Tutotepec, 19,5 km sydost om El Tundo. I omgivningarna runt El Tundo växer i huvudsak städsegrön lövskog.